# Chalinolobus picatus
Chalinolobus picatus е вид прилеп от семейство Гладконоси прилепи (Vespertilionidae). Видът е почти застрашен от изчезване.

## Разпространение и местообитание
Разпространен е в Австралия.
Обитава гористи местности, места със суха почва, национални паркове, долини, храсталаци, крайбрежия, плажове и езера.

## Описание
Популацията на вида е намаляваща.